# Otto Frommel (Theologe, 1871)
Otto Frommel (* 14. Mai 1871 in Heidelberg; † 31. Juli 1951 ebenda) war ein evangelischer Theologe und religiöser Schriftsteller.

## Genealogie
Otto Frommel war ein Sohn des Gymnasiallehrers und Pfarrers Wilhelm Frommel und dessen Ehefrau Lina Frommel, Tochter des württembergischen Wirtschaftspolitikers Ferdinand von Steinbeis (1807–1893). Der Theologe Wilhelm Ludwig Frommel war ein Großvater Otto Frommels, der Theologe Emil Frommel (1828–1896) ein Onkel.
1899 heiratete Otto Frommel Helene Helbing (1872–1959), Tochter des Prälaten (Kirchenpräsidenten) Albert Helbing. Der Ehe entstammten:
- der Schriftsteller Wolfgang Frommel (1902–1986) und
- der Komponist Gerhard Frommel (1906–1984).

## Leben
Otto Frommel wuchs in Heidelberg auf und studierte von 1891 bis 1895 Theologie, Geschichte und Musikwissenschaft an den Universitäten Erlangen, Heidelberg und Berlin. Nach den theologischen Examina war er seit 1895 Hilfsgeistlicher an der reformierten Kirche in Leipzig und danach 1897 Hofvikar am Hof des Badischen Großherzogs in Karlsruhe. 1898 wurde Frommel vom Historiker Dietrich Schäfer zum Dr. phil. promoviert. Das Forschungsthema seiner Dissertation war Die päpstliche Legatengewalt im deutschen Reiche während des zehnten, elften und zwölften Jahrhunderts.
1901 erfolgte Frommels Berufung zum Hofdiakon und 1906 zum Hofprediger. Als Nachfolger Adolf Schmitthenners übernahm er 1907 das Pfarramt an der Christuskirche in Heidelberg. Gleichzeitig erhielt er einen Lehrauftrag am Praktisch-theologischen Seminar der Heidelberger Theologischen Fakultät. 1909 verlieh die Fakultät ihm die Würde eines Lic. theol. ehrenhalber. Am 17. Juli 1912 habilitierte sich Frommel und wurde außerordentlicher Professor, 1918 ordentlicher Honorarprofessor für Praktische Theologie. Den Titel eines Dr. theol. h. c. verlieh die Fakultät ihm 1915. 1928 wurde er als Kirchenrat Mitglied der badischen Kirchenleitung. Seine Amtstätigkeit endete am 30. September 1937.

## Position
Frommel erhielt schon früh aus seinem familiären Umfeld heraus Impulse zum literarischer Schaffen. In seinen theologischen Veröffentlichungen widmete er sich der Geschichte der protestantischen Predigt sowie lokalen kirchenhistorischen Themen. Seine lyrischen Dichtungen weisen naturmystische Züge auf; die Sprache ist musikalisch betont und löst sich von einem rational-kognitiven Verstehen. In seinen epischen Werken verzichtete er auf einen zeitgenössischen erbaulichen Ton. In seinen Predigten konzentrierte er sich auf die Darstellung des religiösen Gehalts der biblischen Überlieferung. Sein Verständnis einer Predigt orientierte sich an Friedrich Schleiermacher: Kräftigung des religiösen Bewusstseins aus einer anschaulichen und lebendigen Sprache der Bibel.
Zugleich äußerte sich Frommel in seinen Predigten zu tagespolitischen Fragen. Seine Predigten können deswegen als Quellenmaterial für eine Rekonstruktion seines politischen Standpunktes dienen. Demnach vertrat Frommel eine pazifistische und auf Völkerverständigung ausgerichtete Position. Dennoch hielt er sich von politischen und weltanschaulichen Organisationen fern. Mitglied war er lediglich in der Vereinigung Gleichgesinnter, die im Frühjahr 1917 in Reaktion auf das Verbot des Bundes Neues Vaterland gegründet wurde. Die Novemberrevolution von 1918/19 anerkannte er als notwendige Folge des Wilhelminismus und des Ersten Weltkriegs. Daher setzte er sich für die Demokratie der Weimarer Republik ein und übte Kritik an den evangelischen Kirchenleitungen wegen deren nationalistischen Haltungen. Den Nationalsozialismus lehnte er ab und er trat den antisemitischen Tendenzen in Politik und Gesellschaft entgegen. Während des Kirchenkampfs schloss er sich der Bekennenden Kirche an.

## Veröffentlichungen
- Wandern und Weilen. Gedichte, 2. Auflage, Kassel 1899
- Flutwellen. Neue Gedichte, Heidelberg 1900
- Neuere deutsche Dichter in ihrer religiösen Stellung. Acht Aufsätze. Paetel, Berlin 1902.
- Die Poesie des Evangeliums Jesu. Ein Versuch. Paetel, Berlin 1906.
- Novellen und Märchen. Berlin 1907
- Theobald Hüglin. Roman aus Schwaben, 2. Auflage, Berlin 1908
- Emil Frommel. Ein Lebensbild. Das Frommel-Gedenkwerk. 1. Band: Auf dem Heimathboden. 2. Band: Vom Wupperthal zur Kaiserstadt. Mittler, Berlin 1908.
- Luther und das evangelische Bekenntnis, Kirche und Geschichte. Ein Lebensbild. Mittler, Berlin 1908.
- Ferdinand Steinbeis. Ein Gedenkblatt. In: Deutsche Rundschau 136 (1908) 7–9, S. 419–430
- Im farbigen Reigen. Gedichte. Paetel, Berlin 1909.
- Mannelin. Das Schattenspiel einer Jugend, 2. Auflage, Berlin 1910
- Das Religiöse in der modernen Lyrik. Tübingen 1911
- Ein schweres Herz Erzählungen, Hagen i. W. 1917
- Der stille Christ und die Seele. Ein Zwiegespräch, 3. Auflage, Darmstadt 1916
- Pilgram der Mensch. Roman. Reuss & Itta, Konstanz 1920.
- Präsident Helbing. Ein Beitrag zur Geschichte der evangelisch-protestantischen Kirche Badens. Ehrig, Frankfurt am Main u. Heidelberg 1922.
- Schicksal, Neue Novellen, Karlsruhe 1925
- Der Silberfisch. Legenden und Märchen. Müller, Karlsruhe 1926.
- Das Opfer des Hermokrates. Eine Legende. Weißbach, Heidelberg 1937.
- Emil Frommel. Bürger zweier Welten. Brunnen, Gießen und Basel 1938.
- Robert Schumann in Heidelberg. Eine Erinnerung. Müller, Karlsruhe 1948.